# アポルフィンアルカロイド

アポルフィン：アポルフィンアルカロイドの親化合物

アポルフィンアルカロイド（Aporphine alkaloids）は、アルカロイドに属する天然に発生する化合物である。
代表的なのはアポモルヒネであり、アポルフィンアルカロイドの名称はこれに因む。置換基の位置と種類によっては、λmax 300～310、280、220 nm 辺りに特徴のある吸収スペクトルを示す。

## 発生

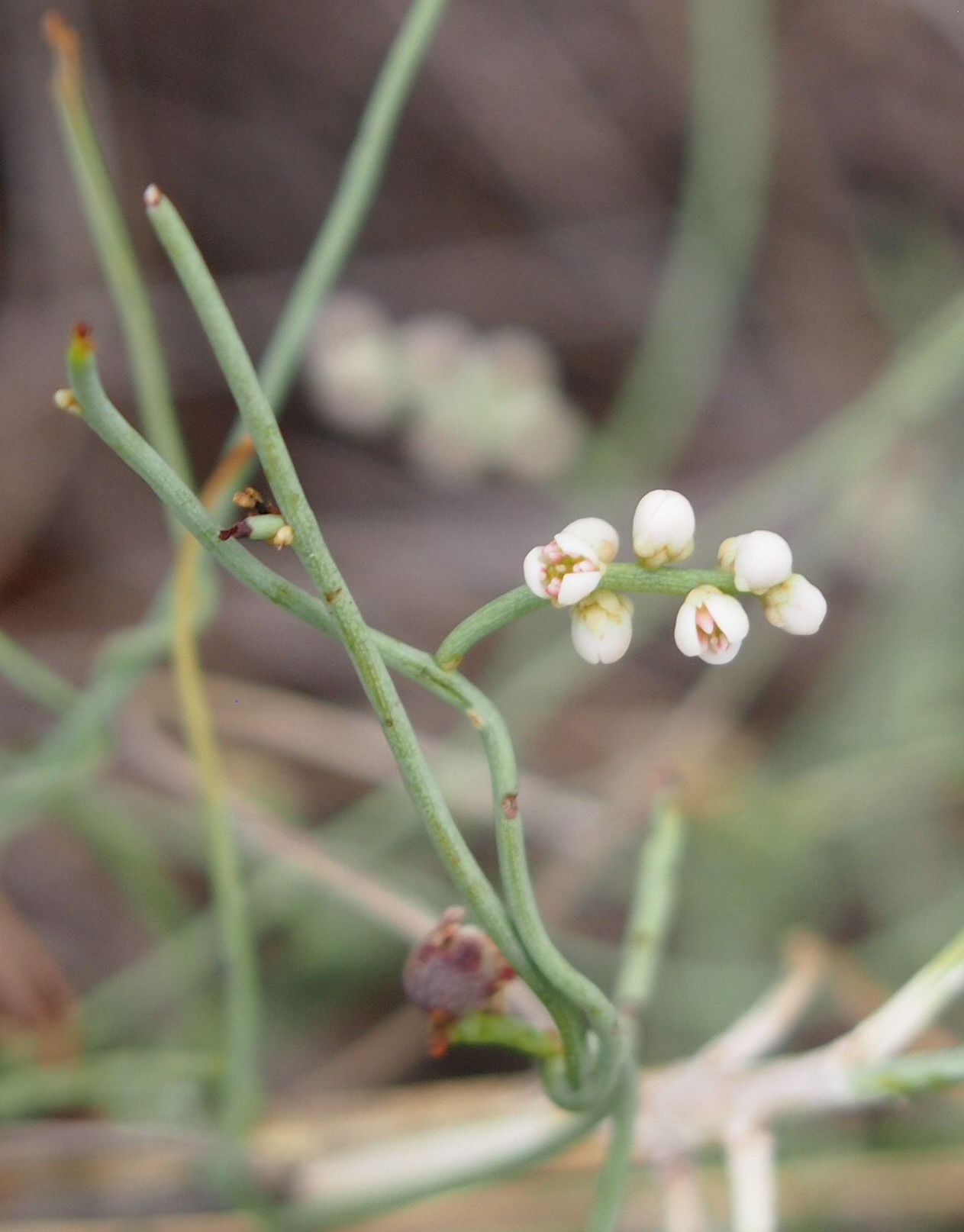
スナヅル（クスノキ科）

アポルフィンアルカロイドは、最も一般的に植物で見られる。自然では主にバンレイシ科、クスノキ科、モクレン科、ツヅラフジ科の植物中に存在する。この他、ケシ科、ツヅラフジ科、メギ科、バンレイシ科など数多くの植物にみられる。

## 例

アポグラツィオヴァイン
アポモルヒネ
ブルボカプニン
コリディン
グラウシン
イソテオリン
イソテベイン
ヌシフェリン

## 生合成
レティキュリン（1）は最初の段階で酸化し、境界構造（2a）および（2b）でメソメリー安定化されたジラジカルが生成する。環化により、4番目の6員環であるコリツベリン3が生じ、これが脱水してブルボカプニン（4）になる。以下はこの回路図である。

## 使用
アポモルヒネは血圧を下げ、強力な催吐剤でもある。ドーパミン受容体に刺激を与えるため、主にパーキンソン病の治療薬として使用される。
アフリカの伝統医学では、スナヅルは癌に対する薬と見なされている。研究によれば、植物には多くのアポルフィンアルカロイドが含まれており、3つの主要なアルカロイドであるアクチノダフニン、カシチン、ディセントリンは実際に癌細胞に in vitro の影響を与えることがわかった。